# اچ‌ام‌اس ادگار (۱۷۵۸)
اچ‌ام‌اس ادگار (۱۷۵۸) (به انگلیسی: HMS Edgar (1758)) یک کشتی بود که طول آن ۱۵۴ فوت (۴۷ متر) بود. این کشتی در سال ۱۷۵۸ ساخته شد.